# Manuel Álvarez Calderón
Manuel María José Baltazar Álvarez Calderón y Olaechea fue un abogado y político peruano. Asimismo, combatió en el ejército peruano durante la guerra con Chile bajo las órdenes del general César Canevaro.
Nació en Ica, hijo de José María Benito Álvarez Calderón Ramírez y Maria Manuela Olaechea y Arnao. Fue bautizado en esa parroquia el 30 de mayo de 1811. Se casó en 1844 con Teresa Carmen Roldán Bedoya. Se graduó de abogado tras cursar estudios de jurisprudencia en la Universidad de San Marcos.
En 1868 fue elegido senador por el departamento de Ica, cargo que ocupó hasta 1881 durante la guerra del Pacífico. Paralelamenta, entre 1876 y 1881 también fue elegido diputado suplente por la provincia de Chincha junto con Carlos M. Elías que era el diputado propietario. Durante su gestión participó activamente en la defensa de la ciudad de Lima en las batallas de San Juan y Miraflores. También llegó a ocupar el cargo de prefecto de Huancavelica.